# Candlebox
Candlebox es una banda de rock alternativo originaria de Seattle (Washington), formada en 1991 con el nombre de Uncle Duke. Más tarde el nombre cambió como un homenaje a una canción de Midnight Oil.

## Historia
Desde un comienzo la banda fue seguida por muchos fanes del grunge y por ello su estilo fue considerado como una versión derivativa de este. Ésta fue una de las razones de su gran éxito comercial. En los 90 recorrió el circuito de Seattle pero sus miembros no consideraban que Candlebox fuese en realidad una banda de grunge, pues se vieron más que nada como una banda de rock.
Candlebox vendió más de cuatro millones de copias de su álbum homónimo de debut, estando varios meses como número 7 en el ranking Billboard. Su siguiente álbum, Lucy, fue disco de platino. Así, la banda se consagró como la primera banda exitosa del sello Maverick, creado por Madonna. Otros artistas del mismo sello con éxito posterior fueron Alanis Morissette, Deftones y The Prodigy.
A través de sus ocho años de carrera se hicieron conocidos por sus explosivos shows en vivo, en giras con bandas como Living Colour, The Flaming Lips, Our Lady Peace, Rush, Rollins Band de Henry Rollins y Metallica. También formaron parte del festival Woodstock '94 e hicieron varias presentaciones en el show de David Letterman.
El baterista Scott Mercado dejó la banda en 1997 y fue reemplazado por el ex de Pearl Jam, Dave Krusen. En 1999 quien dejó la banda fue Krusen, siendo reemplazado por Shannon Larkin de Ugly Kid Joe. El bajista Bardi Martin también dejó la banda años más tarde y fue reemplazado por Rob Reddick.
Sus singles "Change", "You", "Far Behind" y "Simple Lessons" fueron su mejor carta de presentación. "Far Behind" ingresó en los Top 20 de Billboard en julio de 1993 y no salió del ranking hasta enero de 1994. Los videos de "Far Behind" y "You" estuvieron en constante rotación en MTV y se convirtieron en dos de los más pedidos de 1993.
En 2006 Candlebox se reúne con su formación original y se embarca el 1 de julio en una gira de tres meses por Estados Unidos. Además se lanza en mayo de este año un álbum de grandes éxitos con la denominación Best Of.
En 2008 La banda visita por primera vez Sudamérica. Chile fue su destino donde dio un pequeño recital para promocionar sus nuevos disco Into the Sun y Alive in Seattle.
El 8 de junio de 2023, la banda anunció en una transmisión en vivo de Instagram que su último álbum titulado The Long Goodbye se lanzará en agosto de 2023 y contará con el apoyo de la última gira de la banda, The Long Goodbye Tour.

## Discografía

### Discos
| Año  | Título                       | Sello               | Posición en el US 200 | Certificación RIAA |
| 1993 | Candlebox                    | Warner              | #7                    | 4x Platino         |
| 1995 | Lucy                         | Warner              | #11                   | Oro                |
| 1998 | Happy Pills                  | Warner              | #65                   | -                  |
| 2006 | The Best of Candlebox        | Rhino/WEA           | -                     | -                  |
| 2008 | Into the Sun                 | Silent Majority     | -                     | -                  |
| 2008 | Alive in Seattle (CD-DVD)    | Image Entertainment | -                     | -                  |
| 2012 | Love Stories & Other Musings | Audionest           | -                     | -                  |
| 2016 | Disappearing in Airports     | Pavement Music      | -                     | -                  |
| 2021 | Wolves                       | Pavement Music      | -                     | -                  |
| 2023 | The Long Goodbye             | Pavement Music      | -                     | -                  |

### Sencillos
| Año  | Título           | Posición   | Posición       | Posición           | Álbum       |
| Año  | Título           | US Hot 100 | US Modern Rock | US Mainstream Rock | Álbum       |
| ---- | ---------------- | ---------- | -------------- | ------------------ | ----------- |
| 1993 | "Change"         | -          | -              | #18                | Candlebox   |
| 1994 | "You"            | #78        | -              | #6                 | Candlebox   |
| 1994 | "Far Behind"     | #18        | #7             | #4                 | Candlebox   |
| 1994 | "Cover Me"       | -          | #23            | #8                 | Candlebox   |
| 1995 | "Understanding"  | -          | -              | #19                | Lucy        |
| 1995 | "Simple Lessons" | -          | #12            | #5                 | Lucy        |
| 1998 | "It's Alright"   | -          | #32            | #2                 | Happy Pills |
| 1998 | "10,000 Horses"  | -          | -              | #13                | Happy Pills |
| 1999 | "Happy Pills"    | -          | -              | #17                | Happy Pills |

- (2016) I’ve Got A Gun.